# Лабуз, Павел Иванович
Павел Иванович Лабуз (1925—1988) — советский офицер-танкист, Герой Советского Союза (1945).
Во время Великой Отечественной войны командир танка 2-го танкового батальона 61-й гвардейской танковой бригады 10-го гвардейского танкового корпуса 4-й танковой армии 1-го Украинского фронта гвардии младший лейтенант П. И. Лабуз отличился при форсировании реки Одер и в бою за город Штейнау (ныне Сцинава, Польша). В городских боях он лично уничтожил 6 танков, 2 штурмовых орудия и 3 бронетранспортёра.

## Биография
Родился 12 ноября 1925 года в селе Ивашки Золочевского района Харьковской области в семье крестьянина. Украинец. Окончил 8 классов. Работал в колхозе.
В июне 1943 года Солонешенским райвоенкоматом Алтайского края был призван в Красную Армию. Окончил в 1944 году Харьковское бронетанковое училище имени И. В. Сталина, эвакуированное в город Ташкент. Молодой танкист получил назначение в 10-й гвардейский танковый корпус.
В составе 61-й гвардейской танковой бригады младший лейтенант Лабуз принимал участие в боях за освобождение Польши. Особо отличился при форсировании реки Одер и в бою за город Штейнау (ныне Сцинава, Польша).
Вечером 30 января 1945 года 2-й батальон в составе пяти танков, усиленный батареей самоходных артиллерийских установок, подошёл к юго-западной окраине Штейнау. Группа капитана Алексеева из двух танков, одним из которых командовал Лабуз, и двух САУ была направлена в засаду на пути выхода танков противника из крепости. 31 января, в самом начале боя Алексеев погиб, и командование группой принял гвардии младший лейтенант Лабуз.
Увёртываясь от ударов противника, танкисты метким огнём наносили большой урон противнику. Лабуз расставил танки таким образом, чтобы они, взаимодействуя друг с другом, контролировали все выходы из крепости, также имели возможность не подпускать близко вражескую пехоту. Почти двое суток эта группа удерживала заслон, не допуская прорыва танков противника из крепости. За это время гвардейцы уничтожили 8 танков, несколько штурмовых орудий, 12 бронетранспортёров и более 100 солдат неприятеля. Когда противник бросил против группы Лабуза до 20 боевых машин, гвардии младший лейтенант не растерялся, умелым манёвром он обманул немецких танкистов: танк Лабуза сначала быстро отступил от врага, а затем на полной скорости заехал в его тыл, где младший лейтенант уничтожил ещё четыре танка. За те бои Лабуз лично уничтожил 6 танков, 2 штурмовых орудия, 3 бронетранспортёра.
Указом Президиума Верховного Совета СССР от 10 апреля 1945 года «за образцовое выполнение заданий командования и проявленные мужество и героизм в боях с немецко-фашистскими захватчиками» гвардии младшему лейтенанту Лабузу Павлу Ивановичу присвоено звание Героя Советского Союза с вручением ордена Ленина и медали «Золотая Звезда» (№ 6007).
В дальнейшем П. И. Лабуз воевал на территории Германии, штурмовал Берлин. День Победы командир взвода гвардии лейтенант Лабуз встретил в столице Чехословакии Праге.
После войны остался в армии. С 1951 года старший лейтенант Лабуз — в запасе. Член КПСС с 1956 года. Жил в городе Москве, работал на заводе тракторных гидроагрегатов.
Майор в отставке Павел Иванович Лабуз умер 9 декабря 1988 года. Похоронен в Москве на Введенском кладбище (участок 14).

## Награды и звания
- Герой Советского Союза (10 апреля 1945);
- орден Ленина (10 апреля 1945);
- два ордена Отечественной войны I степени;
- медали.